# H.450
H.450 ist die Bezeichnung einer Reihe von Empfehlungen, die von der International Telecommunications Union (ITU) spezifiziert wurden, um verschiedene Leistungsmerkmale des als H.323 bekannten paketbasierten Kommunikationsprotokolles zu definieren. Es bildet einen anderen, als QSIG bekannten Standard nach, der ähnliche Dienste für ISDN-basierte Netzwerke definiert.
| Nummer   | Titel                                                                                        | Beschreibung |
| -------- | -------------------------------------------------------------------------------------------- | --- |
| H.450.1  | Generic functional protocol for the support of supplementary services in ITU-T H.323 systems | Definition des Signalisierungsprotokolls zwischen H.323-Objekten für die Steuerung von Leistungsmerkmalen. Die einzelnen Leistungsmerkmale werden in den Folgeempfehlungen genauer beschrieben. |
| H.450.2  | Call transfer supplementary service for ITU-T H.323 systems                                  | Beschreibt, wie ein Teilnehmer einer Verbindung diese zu einem anderen Teilnehmer weiterleiten kann. |
| H.450.3  | Call diversion supplementary service for ITU-T H.323 systems                                 | Beschreibt die Umleitungsdienste CFU (Call Forwarding Unconditional; sofortige Umleitung), CFB (Call Forwarding Busy; Umleitung bei besetztem Ziel), CFNR (Call Forwarding No Reply; Umleitung bei Nichtmelden) und CD (Call Deflection; Rufumleitung)                                                                                           |
| H.450.4  | Call hold supplementary service for ITU-T H.323 systems                                      | Beschreibt, wie eine Verbindung in den Wartezustand gelegt und mit einer Wartemusik versorgt werden kann. |
| H.450.5  | Call park and call pickup supplementary services in ITU-T H.323 systems                      | „Call Park“ beschreibt, wie ein Teilnehmer einer bestehenden Verbindung in eine Warteposition gebracht werden kann. Mit „Call Pickup“ kann eine in Warteposition befindliche Verbindung am gleichen oder an einem anderen Endgerät wieder aufgenommen werden. Weiterhin kann ein an einem anderen Endgerät ankommender Anruf herangeholt werden. |
| H.450.6  | Call waiting supplementary service for H.323                                                 | Beschreibt das Leistungsmerkmal Anklopfen, bei dem an einem Endgerät, das sich bereits in einer bestehenden Verbindung befindet, ein zweiter Ruf signalisiert werden kann. |
| H.450.7  | Message waiting indication supplementary service for ITU-T H.323 systems                     | Beschreibt Anrufbeantworter-bezogene Funktionen. |
| H.450.8  | Name identification supplementary service for ITU-T H.323 systems                            | Beschreibt, wie Namen von Teilnehmern angezeigt oder unterdrückt werden können. |
| H.450.9  | Call completion supplementary services for H.323                                             | Beschreibt Funktionen für die automatische Wiederholung von Anrufen, die nicht erfolgreich waren. Dazu gehören die Leistungsmerkmale CCBS (Completion of Calls on Busy Subscribers; Rückruf bei Besetzt) und CCN (Completion of Calls on No Reply; Rückruf bei Besetzt).                                                                         |
| H.450.10 | Call offering supplementary services for H.323                                               | Beschreibt eine Variante des Anklopfens, bei der ein auf eine besetzte Endstelle treffender Anrufer sich an diesen „hängen“ kann und im Wartezustand gehalten wird, bis der Angerufende die bestehende Verbindung beendet. |
| H.450.11 | Call intrusion supplementary service for H.323                                               | Beschreibt das Leistungsmerkmal „Aufschalten“, bei dem ein auf eine besetzte Endstelle treffender Anrufer sich in die bestehende Verbindung hinzuschalten kann. |
| H.450.12 | Common Information Additional Network Feature for H.323                                      | Funktionen, um verschiedene zusätzliche Informationen zwischen Endpunkten auszutauschen, z. B. ob bestimmte Funktionen verfügbar und erlaubt sind. |